# Роналд Макдоналд
Роналд Макдоналд (на английски: Ronald McDonald) е измислен клоун, емблема на детското меню на веригата закусвални „Макдоналдс“.
В телевизионните реклами на Макдоналдс Роналд живее в измислен град — Макдоналдленд заедно със своите приятели. Те са: Кметът Макчийз, Биг Мак, Гримасчо, Бърди, Капитана, Хамбърглър (Крадеца на хамбургери), Професора, Дървото на ябълковия пай, Картофените деца, Бандата МакНагетес и Хамбургеров храст. Корпорацията Макдоналдс представя Роналд като говорещ 31 езика, включително нидерландски, тагалог и хинди.  За първи път Роналд е представен по телевизията от Уилард Скот.
Много хора работят на пълна заетост като посещават деца в болници и ги забавляват, маскирани и облечени в костюми на Роналд Макдоналд.